# トリオーラ
トリオーラ（イタリア語: Triora）は、イタリア共和国リグーリア州インペリア県にある、人口約300人の基礎自治体（コムーネ）。
「魔女の村」として観光客を誘致している。

## 名称
日本語文献では「トリオラ」とも表記される。

## 地理

### 位置・広がり
インペリア県北部のコムーネである。

#### 隣接コムーネ
隣接するコムーネは以下の通り。括弧内のCNはクーネオ県、FR-06はフランスのアルプ＝マリティーム県（プロヴァンス＝アルプ＝コート・ダジュール地域圏）所属を示す。
- ブリーガ・アルタ (CN)
- カステルヴィットーリオ
- Briga (La Brigue) (FR-06)
- メンダーティカ
- モリーニ・ディ・トリオーラ
- モンテグロッソ・ピアン・ラッテ
- ピーニャ
- Saorge (FR-06)

### 地震分類
イタリアの地震リスク階級 (it) では、3 に分類される
。

## 行政

### 分離集落
チェージオには、以下の分離集落（フラツィオーネ）がある。
- Abenin, Borniga, Bregalla, Cabotino, Carmeli, Cetta, Creppo, Goina, Loreto, Monesi di Triora, Pin, Realdo, Verdeggia, Vesignana

## 文化・観光
「イタリアの最も美しい村」クラブ加盟コムーネである。

## 姉妹都市
- La Brigue、フランス 2006年